# Медвежий (остров, Охотское море)
Медвежий — шестой по площади остров Шантарского архипелага. Длина острова — 14 км, площадь 25 км², ширина меняется от 150 м до 4,5 км. Расположен в 4 км от материка и отделён от него проливом Шевченко. Максимальная высота — 233 м.